# 東海神站
東海神站（日语：／ Higashi-kaijin eki */?）是一個位於千葉縣船橋市海神二丁目，屬於東葉高速鐵道東葉高速線的鐵路車站。車站編號是TR02。

## 年表
- 1996年（平成8年）4月27日 - 開業[1]。

## 車站結構
1面2線島式月台的地底車站。月台位於地下2樓，閘口位於地下1樓。

### 月台配置
| 月台 | 路線       | 方向 | 目的地                   |
| ---- | ---------- | ---- | ------------------------ |
| 1    | 東葉高速線 | 下行 | 飯山滿、東葉勝田台方向   |
| 2    | 東葉高速線 | 上行 | 西船橋、大手町、中野方向 |

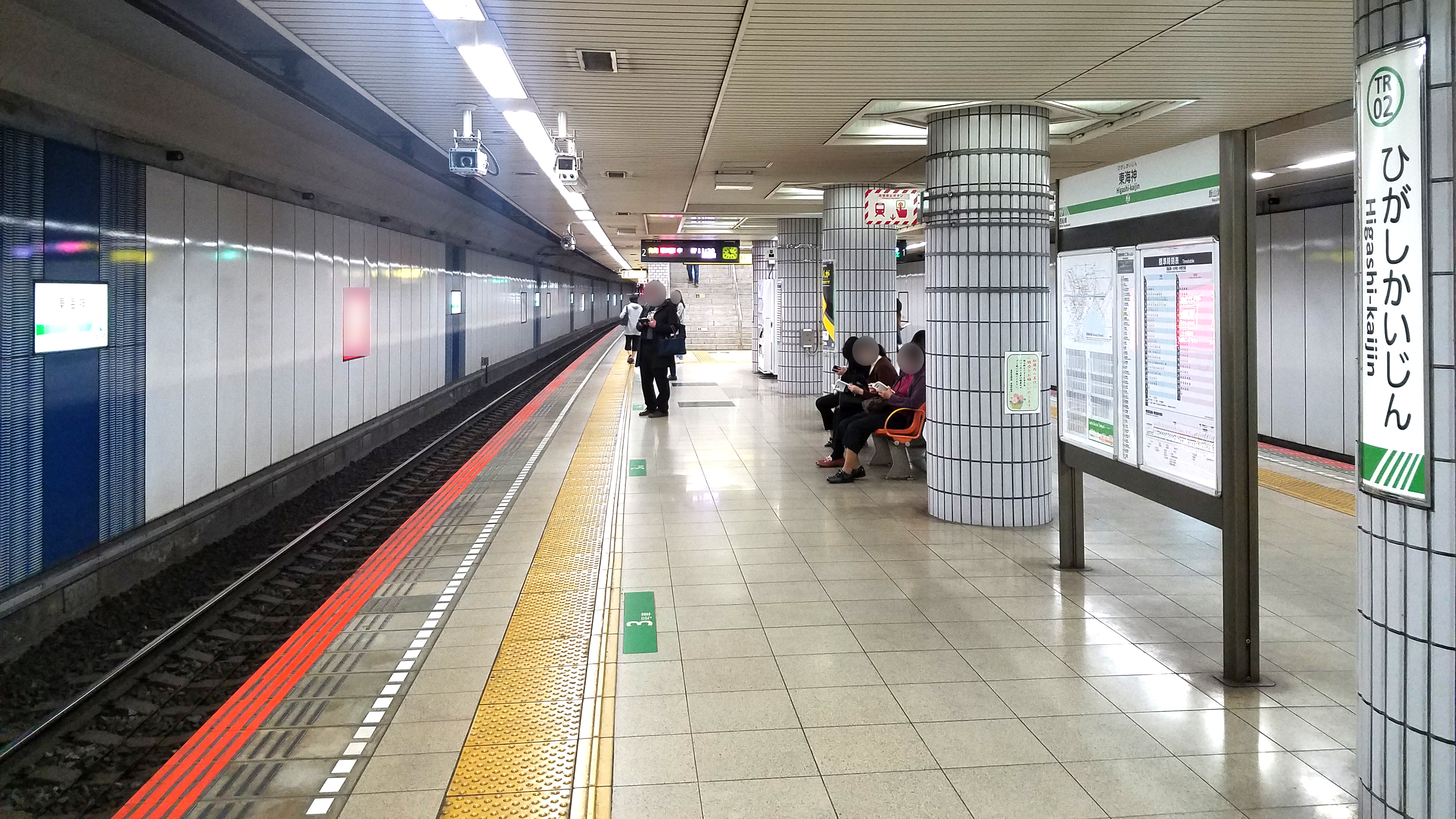
車站月台（2021年4月27日）
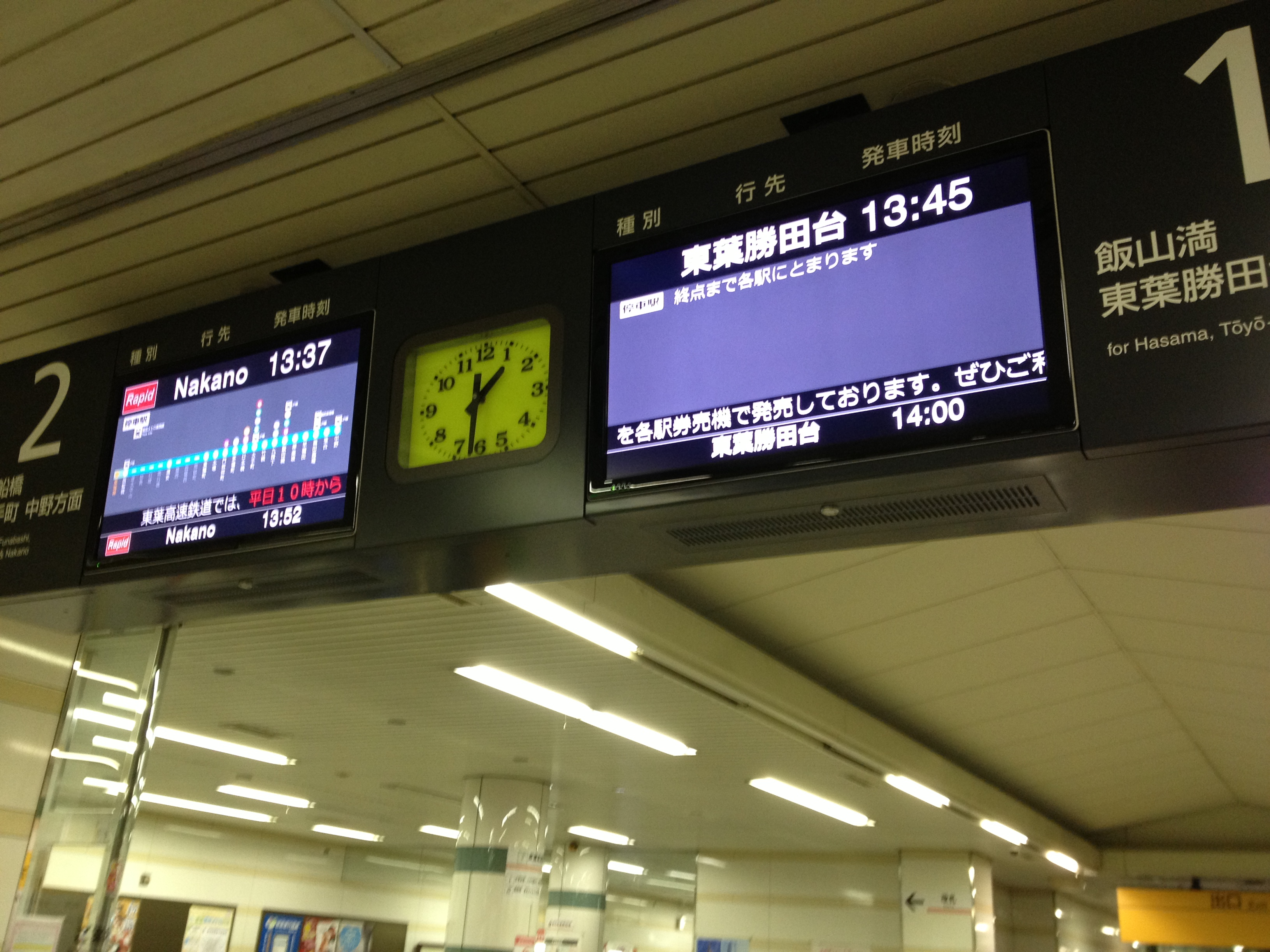
設於閘口前的LCD式發車標（2013年1月20日）

## 使用情況
2015年度的一日平均上車人次為3,789人。

## 相鄰車站
東葉高速鐵道
 東葉高速線（東葉高速線內所有列車各站停車）
西船橋（TR01）－東海神（TR02）－飯山滿（TR03）

## 外部連結
- 東海神站 （页面存档备份，存于） - 東葉高速鐵道